# 塔拉·格林史戴德失蹤案
塔拉‧格林史戴德（英語：Tara Faye Grinstead，1974年11月14日出生）是美國選美皇后、高中歷史老師，居住於喬治亞州的奧西拉。她於2005年10月22日失蹤。喬治亞州調查局尚未鎖定任何嫌犯。

## 早年生活
格林史戴德出生於霍金斯維爾（Hawkinsville, Georgia），熱衷於選美活動。1999年她獲選為蒂夫頓小姐（Miss Tifton），並參加喬治亞小姐（Miss Geogia）競賽。她贏得多項選美活動，以獎金支付自己大學的學費。2003年她自中喬治亞學院畢業，在威都斯塔州立大學取得教育碩士學位。1998年，她開始在奧西拉爾文郡立高中教歷史。

## 失蹤
格林史戴德失蹤的前一晚，出席了一場選美比賽（她常擔任年輕參賽者的教練）並參加了烤肉會。2005年10月24日星期一早晨，她沒有去上班。同事報警後，警察前往她獨居的房子。屋子裡有她的手機。汽車沒鎖，停在外面。卻找不到她的皮包和鑰匙。
當地警方由於感到「事情有些不對勁」，小鎮警局的資源可能無法處理，隨即通知喬治亞州調查局。喬治亞州調查局調查後，並未發現強行闖入或掙扎的跡象。
《亞特蘭大立憲報》（Atlanta Journal and Constitution）引述爾文郡立高中的校長包比‧寇納（Bobby Conner）的發言：「我們社區內的關係很緊密，這件事震撼了每個人，因為這應該是你在報紙上讀到，發生在別處的事情。她十分有魅力，孩子們都很愛她。」
2009年9月，網路上出現一些自稱是連環殺手的影片。自稱是「Catch Me Killer」的男性在影片中細數他的16名女性被害者，而當局認為其中一人是格林史戴德。雖然影片中的男性臉和聲音都以數位方式遮蔽，經警方調查後，影片來源指向27歲的安德魯‧海利。最後警方調查結果認為這些影片是一個古怪又精心策畫的騙局，因此將海利排除在本案重要線索之外。

## 後續
2008年, 本案因CBS新聞的節目《48 Hours Mystery》再度引起注意，節目中提到本案與另一名年輕女性的失蹤案十分相似。案發三個月後，佛羅里達州奧蘭多的珍妮佛‧凱斯（Jennifer Kesse）也失蹤了。
與此新聞有關，警方表示他們在格林史戴德院子裡，距離門廊不遠處發現的一隻乳膠手套上有DNA。根據2008年喬治亞州調查局，蓋瑞‧羅斯威爾（Gary Rothwell）訪談：那人的DNA與手套上的不符，羅斯威爾因此並未指認那人為嫌犯，但他認為那人對破案有幫助。羅斯威爾說：「我們相信這是破案關鍵」。羅斯威爾表示DNA經分析後，嫌犯為男性。但他們還沒找到那個人。整個調查過程中，比對了幾十個格林史戴德認識或有來往的男性DNA，没有一人的DNA符合採集到的DNA。DNA也在喬治亞州和全國資料庫進行了比對，但仍然沒有結果。2011年，喬治亞州調查局的主任調查員表示：「這個案子不會成為懸案」，還補充說每週都收到新的線索。
2016年紀錄片製作人佩恩·林西（Payne Lindsey）開始製作名為《Up and Vanished》的數位影片，回顧本案中的證據並深入調查。共有12集系列影片，對社區成員、塔拉友人訪談以及嘗試結案的前調查員訪談，目前這個本案仍被喬治亞州調查局列為「待解決案件」。
2017年2月，證實被一名塔拉生前任教學校的學生Ryan Duke殺害，而兇手從未被列入疑犯。當時兇手與無親屬關係的Bo Dukes 被指控非法處理屍體，然而兩人辯稱無罪。
至今警方仍調查塔拉被殺原因及尋找其遺骸。